# Erika Medina
 Erika Medina  (* 1. Januar 1985 in Hawaiian Gardens, Kalifornien) ist eine US-amerikanische Schauspielerin und Model.

## Leben
Erika Medina wuchs in Anaheim in Kalifornien auf. Sie war eine der Teilnehmerinnen der Reality-Showserie America’s Most Smartest Model des Senders VH1. Im Jahr 2006 begann ihre Karriere als Model in der Juliausgabe der FHM. Im selben Jahr hatte sie ihren ersten Auftritt als Schauspielerin in dem Kinofilm The Hawk Is Dying, der auf dem gleichnamigen Buch von Harry Crews basiert. Es folgten weitere Aufträge als Model, unter anderem für die Maxim Espanol und verschiedene Tuning-Magazine. In den folgenden Jahren war sie in Serien wie Hannah Montana, How I Met Your Mother und 90210 zu sehen. Außerdem war sie in Musikvideos von Pitbull, Chris Brown, Justin Timberlake und Kanye West zu sehen.

## Filmografie (Auswahl)
- 2006: The Hawk Is Dying
- 2008: Hannah Montana (Folge: Joannie B. Goode)
- 2008: How I Met Your Mother (Folge: Woooo!)
- 2008–2009: The Insider’s Guide to Film School (2 Folgen)
- 2009: iCarly (Folge: iQuit iCarly)
- 2010: 90210 (Folge: Clark Raving Mad)
- 2012: Wolfpack of Reseda (3 Folgen)